# Palazzo Bonagia
Palazzo Bonagia del duca di Casteldimirto è sito in via Alloro, nel mandamento Tribunali, e pur essendo, oggi, allo stato di rudere è considerato una delle espressioni più notevoli dell'architettura civile settecentesca a Palermo.
Nel XVIII secolo Antonino Stella, duca di Casteldimirto, procedette al rinnovamento ed ampliamento del suo palazzo di origine quattrocentesca, sito tra il palazzo dei Monroy, principi di Pandolfina e la non più esistente chiesa di Santa Barbara la Soprana. Il prospetto venne realizzato su progetto di Nicolò Palma (1750).
A realizzare invece lo scalone fu Andrea Giganti (1755 circa). Ed è proprio lo scalone a tenaglia in marmo rosso di Castellammare del Golfo, ad essere considerato un capolavoro, per le sue raffinate soluzioni sia costruttive che scenografiche. Attualmente il palazzo è allo stato di rovina, in quanto danneggiato dalle bombe durante la seconda guerra mondiale è stato oggetto, sino al 1985, di tutta una serie di interventi che invece che mirare ad un suo restauro portarono alla sua parziale demolizione.
Solo in anni recenti è avvenuta la messa in sicurezza da parte del Comune di Palermo e la sua destinazione a suggestivo spazio teatrale all'aperto.